# Дивис, Раймунд
Ра́ймунд Ди́вис (нем. Raimund Divis, родился 5 января 1978 года в Вене) — австрийский хоккеист, игравший на позиции правого нападающего. Младший брат хоккейного вратаря Райнхарда Дивиса.

## Карьера
Воспитанник школы клуба «Штадлау». Карьеру начал в клубе «Фельдкирх», отыграв там три сезона. В 2000 году перешёл в клуб «Линц», отыграл там три сезона (в сезоне 2002/2003 снова играл за «Фельдкирх»), выйдя в последнем сезоне в плей-офф. В 2004 году перешёл в «Инсбрук», в первом сезоне снова вышел в плей-офф. В 2006 году снова появился в составе «Линца». Сезон 2008/2009 провёл в составе клуба «Виенна Кэпиталз», после чего вернулся в «Фельдкирх». В сборной дебютировал в 2001 году во время отбора на Олимпиаду в Солт-Лейк-Сити. Участник чемпионатов мира 2003, 2004, 2005, 2007 годов.